# Скальский, Валентин Романович
Валентин Романович Скальский (25 июня 1954 — 29 февраля 2024) — украинский учёный-материаловед, специалист в области акустической эмиссии, член-корреспондент НАНУ (2015).
Родился 25 июня 1954 года в пгт Демидовка Ровненской области.
В 1971 окончил Демидовскую среднюю школу, а в 1978 году — радиотехнический факультет Львовского политехнического института. Работал на Львовском заводе радиоэлектронной медицинской аппаратуры, в 1979—1980 гг. служил в рядах Советской армии.
С 1980 г. в Физико-механическом институте им. Г. В. Карпенко АН УССР (НАНУ): младший, старший и ведущий научный сотрудник, заведующий отделом акустико-эмиссионного диагностирования элементов конструкций, заместитель директора по научной работе. В 1997 г. присвоено ученое звание старшего научного сотрудника.
В 2004 г. под его руководством в ФМИ НАН Украины создана лаборатория акустико-эмиссионных исследований.
Разработал ряд методик и средств для проведения неразрушающего контроля методом акустической эмиссии изделий и конструкций, количественной оценки объемной поврежденности и статической трещиностойкости материалов на воздухе и в рабочих средах.
В 1993 г. защитил диссертацию на соискание ученой степени кандидата технических наук, а в 2003 г. — доктора технических наук по специальности «механика твёрдого деформируемого тела».
По результатам научных исследований опубликовал более 200 печатных работ, среди которых справочное пособие «Механика разрушения и прочность материалов», монографии: «Акустическая эмиссия при разрушении материалов, изделий и конструкций», «Оценка объемной поврежденности материалов методом акустической эмиссии», «Some methodological aspects of application of acoustic emission», «Теоретические основы акустической эмиссии в механике разрушения», а также около 20 патентов Украины на изобретения.
Его работы опубликованы в профессиональных изданиях «Engineering Fracture Mechanics», «Materialwissenschaft und Werkstofftechnik», «Физико-химическая механика материалов», «Техническая диагностика и неразрушающий контроль», «Отбор и обработка информации», «Вестник двигателестроения» и др.
Неоднократно выступал с научными докладами на научно-технических конференциях, симпозиумах и семинарах различного статуса как в Украине, так и за её пределами.
Важным научным достижением является участие в разработке и введении в действие (2001) Госстандартом Украины «Рекомендаций по акустико-эмиссионному контролю объектов повышенной опасности. Р 50.01.- 01», а особенно — Национального стандарта ДСТУ 4227-2003. «Руководство по проведению акустико-эмиссионного диагностирования объектов повышенной опасности», который действует с 01.12. 2003 г.
По совместительству работал профессором кафедры механики во Львовском национальном университете имени Ивана Франко и на кафедре сварочного производства, диагностики и восстановления металлоконструкций Национального университета «Львовская политехника».
Премия НАН Украины имени Е. О. Патона — за цикл работ «Акустико-емісійна діагностика матеріалів і конструкцій» (2010).
Премия НАН Украины имени О. И. Лейпунского — за цикл работ «Методологічні засади акустико-емісійного діагностування обладнання атомних станцій» (2016).
Сочинения:
- Acoustic emission: methodology and application / Zinoviy Nazarchuk, Valentyn Skalskyi, Oleh Serhiyenko. — Cham : Springer, cop. 2017. — XIV, 283 с. : ил., табл., цв. ил.; 25 см. — (Foundations of engineering mechanics; 1612—1384).; ISBN 978-3-319-49348-0
- Розробка методів і засобів оцінки об'ємної пошкодженості та руйнування матеріалів і виробів за параметрами акустичної емісії (диссертация на соискание степени доктора технических наук). НАН України, Фіз.-мех. ін-т ім. Г. В. Карпенка. — Л., 2003.